# Леандро Бакуна
Леандро Бакуна (нід. Leandro Bacuna, нар. 21 серпня 1991, Гронінген) — нідерландський футболіст, півзахисник клубу «Гронінген».
Виступав, зокрема, за клуби «Астон Вілла», «Редінг» та «Кардіфф Сіті», а також національну збірну Кюрасао.

## Клубна кар'єра
Народився 21 серпня 1991 року в місті Гронінген. Вихованець футбольної школи клубу «Гронінген». 30 жовтня 2009 року дебютував у першій команді «Гронінген» у Ередивізі у матчі проти ПСВ. 6 листопада 2009 забив перший гол за клуб в матчі проти «Хераклеса», який закінчився з рахунком 4:1 на користь «Гронінгена». Всього в рідному клубі провів чотири сезони, взявши участь у 109 матчах чемпіонату. Більшість часу, проведеного у складі «Гронінгена», був основним гравцем команди.
13 червня 2013 підписав трирічний контракт з англійським клубом «Астон Вілла». Дебют Леандро в команді відбулася 17 серпня в матчі Прем'єр-ліги проти лондонського «Арсеналу». Свій перший гол він забив 28 вересня в матчі проти «Манчестер Сіті». У дебютному сезоні Бакуна зіграв у чемпіонаті 35 матчів і відзначився п'ятьма забитими голами. Незважаючи на блискучі результати, в сезоні 2014/15 перестав потрапляти в стартовий склад команди. 15 лютого 2015 забив перший гол у Кубку Англії у матчі проти «Лестер Сіті». 20 серпня 2015 року підписав новий довгостроковий контракт з клубом і з наступного сезону знову став основним гравцем команди. Наразі встиг відіграти за команду з Бірмінгема 115 матчів в національному чемпіонаті.

## Виступи за збірні
Протягом 2007—2008 років грав за молодіжну збірну Нідерландських Антильських островів до 20 років, після чого 2009 року дебютував у складі юнацької збірної Нідерландів. Взяв участь у 10 іграх на юнацькому рівні, відзначившись одним забитим голом.
Протягом 2011—2013 років залучався до складу молодіжної збірної Нідерландів. На молодіжному рівні зіграв у 10 офіційних матчах, забив 1 гол.
У березні 2016 року дебютував в офіційних матчах у складі національної збірної Кюрасао в зустрічі проти збірної Барбадосу.
Влітку 2017 року у складі збірної став переможцем Карибського кубка, а наступного місяця був учасником розіграшу Золотого кубка КОНКАКАФ 2017 року у США.
Наразі провів у формі головної команди країни 50 матчів, забивши 14 голів.

## Статистика виступів

### Статистика клубних виступів
| Сезон                 | Команда               | Чемпіонат             | Чемпіонат | Чемпіонат | Національний кубок | Національний кубок | Національний кубок | Континентальні кубки | Континентальні кубки | Континентальні кубки | Інші змагання | Інші змагання | Інші змагання | Усього | Усього |
| Сезон                 | Команда               | Ліга                  | Ігор      | Голів     | Ліга               | Ігор               | Голів              | Ліга                 | Ігор                 | Голів                | Ліга          | Ігор          | Голів         | Ігор   | Голів  |
| --------------------- | --------------------- | --------------------- | --------- | --------- | ------------------ | ------------------ | ------------------ | -------------------- | -------------------- | -------------------- | ------------- | ------------- | ------------- | ------ | ------ |
| 2009–10               | «Гронінген»           | E                     | 20+2      | 2+0       | КН                 | 2                  | 1                  | -                    | -                    | -                    | -             | -             | -             | 24     | 3      |
| 2010–11               | «Гронінген»           | E                     | 24+4      | 0+2       | КН                 | 3                  | 0                  | -                    | -                    | -                    | -             | -             | -             | 31     | 2      |
| 2011–12               | «Гронінген»           | E                     | 32        | 7         | КН                 | 1                  | 0                  | -                    | -                    | -                    | -             | -             | -             | 33     | 7      |
| 2012–13               | «Гронінген»           | E                     | 33+2      | 5+0       | КН                 | 3                  | 0                  | -                    | -                    | -                    | -             | -             | -             | 38     | 5      |
| Усього за «Гронінген» | Усього за «Гронінген» | Усього за «Гронінген» | 117       | 16        |                    | 9                  | 1                  |                      | -                    | -                    |               | -             | -             | 126    | 17     |
| 2013–14               | «Астон Вілла»         | ПЛ                    | 35        | 5         | КА+КЛ              | 1+2                | 0                  | -                    | -                    | -                    | -             | -             | -             | 38     | 5      |
| 2014–15               | «Астон Вілла»         | ПЛ                    | 19        | 0         | КА+КЛ              | 6+1                | 1+0                | -                    | -                    | -                    | -             | -             | -             | 26     | 1      |
| 2015–16               | «Астон Вілла»         | ПЛ                    | 31        | 1         | КА+КЛ              | 2+2                | 0                  | -                    | -                    | -                    | -             | -             | -             | 35     | 1      |
| 2016–17               | «Астон Вілла»         | Ч                     | 9         | 0         | КА+КЛ              | 0                  | 0                  | -                    | -                    | -                    | -             | -             | -             | 9      | 0      |
| Усього «Астон Вілли»  | Усього «Астон Вілли»  | Усього «Астон Вілли»  | 94        | 6         |                    | 14                 | 1                  |                      | -                    | -                    |               | -             | -             | 108    | 7      |
| Усього за кар'єру     | Усього за кар'єру     | Усього за кар'єру     | 211       | 22        |                    | 23                 | 2                  |                      | -                    | -                    |               | -             | -             | 244    | 24     |

## Досягнення
- Переможець Карибського кубка: 2017

## Особисте життя
Має молодшого брата Жуніньйо, який також став футболістом і є вихованцем «Гронінгена».